# Nascar on CBS
NASCAR on CBS est une émission de télévision américaine qui couvrait depuis 1960 les courses automobiles de la NASCAR sur le réseau CBS via sa filiale CBS Sports.
Après révision à la hausse des contrats télévisés,, la CBS cesse la retransmission des courses NASCAR après la saison 2000. La dernière course retransmise fut la course de Craftsman Truck Series dénommée Chevy Silverado 200 (en) le 15 juillet 2000.